# Monte Sundbeck
Il Monte Sundbeck (in lingua inglese: Mount Sundbeck) è una montagna antartica, alta 3.030 m, situata circa 7 km a sudest del Monte Stubberud, su una dorsale che si eleva dal fianco settentrionale del Nilsen Plateau, nei Monti della Regina Maud, in Antartide.   
Il monte è stato mappato dall'United States Geological Survey (USGS) sulla base di ispezioni in loco e foto aeree scattate dalla U.S. Navy nel periodo 1960-64.
La denominazione è stata assegnata dall'Advisory Committee on Antarctic Names (US-ACAN) in onore di Knut Sundbeck, ingegnere della Fram, la nave dell'esploratore polare norvegese Roald Amundsen, nella spedizione antartica del 1910-12. La denominazione preserva così lo spirito della designazione di Monte K. Sundbeck fatta da Amundsen nel 1911 e applicata a una vetta non identificata di questa zona.